# Magyarföld
Magyarföld là một thị trấn thuộc hạt Zala, Hungary. Thị trấn này có diện tích 8,89 km², dân số năm 2010 là 31 người, mật độ 3 người/km².